# Instituto de Ciencias Médicas Amala
El Instituto de Ciencias Médicas Amala es una universidad privada médica en Amalanagar, en la ciudad de Thrissur, del estado de Kerala, India. Es una institución de minoría cristiana establecido y administrado por la Provincia de Devamatha de las Carmelitas de María Inmaculada (CMI), una congregación religiosa católica indígena fundada en 1831.
Actualmente, Amala dispone de los siguientes ámbitos:
- Colegio médico.
- Escuela universitaria de enfermería.
- Facultad de enfermería.
- Hospital especializado.
- Hospital universitario.
- Hospital oncológico.
- Centro de investigación del cáncer.
- Hospital y centro de investigación.
- Centro de investigación.
- Hospital homeopático.
- Unidad de producción farmacéutica.
- Residencia de personas mayores.

## Historia
El Instituto de Ciencias Médicas Amala se estableció en 1978 como una institución sin ánimo de lucro destinada al tratamiento y control del cáncer en Thrissur. La institución fue inaugurada oficialmente el 25 de abril de 1978 por el entonces presidente de la India, Neelam Sanjiva Reddy. El complejo hospitalario se encuentra en las laderas del Vilangan Hills, con una extensión el campus aproximada de 40 ha (160 000 m²).

## Departamentos

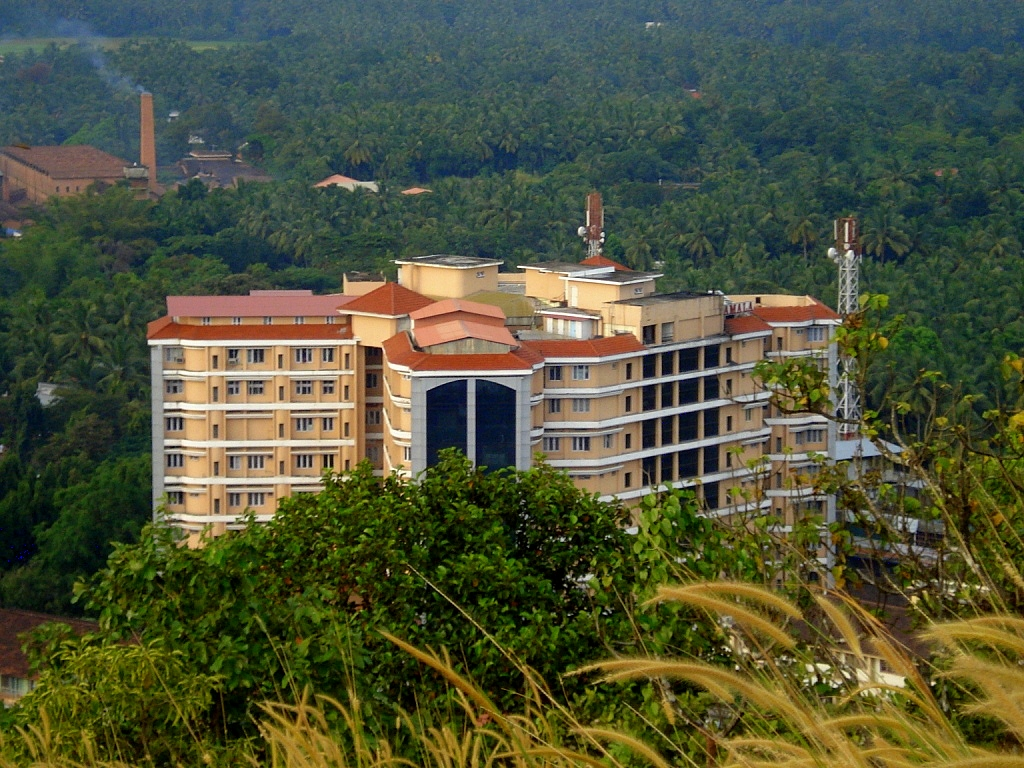
Vista exterior del Instituto de Ciencias Médicas Amala

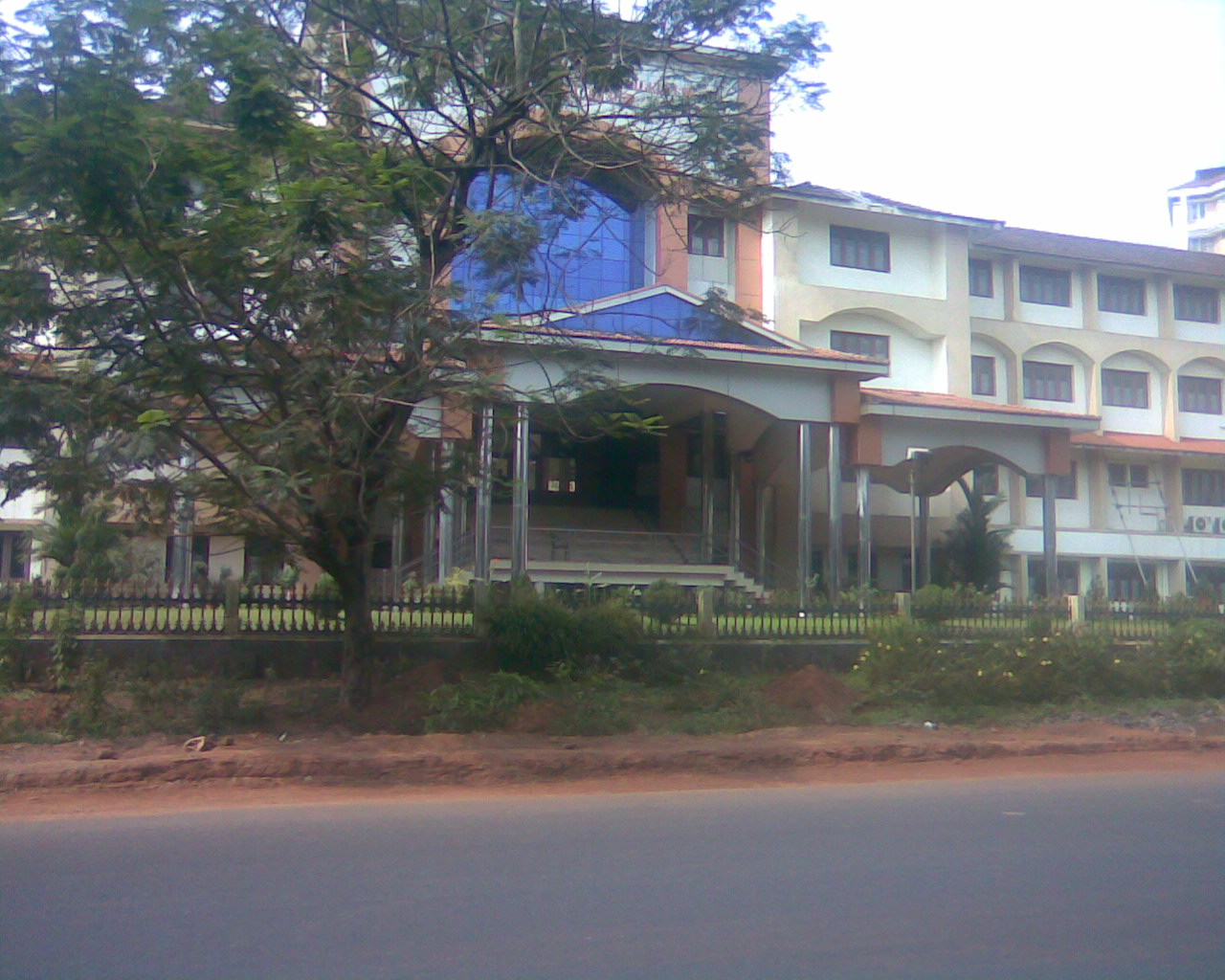
Entrada principal del Instituto de Ciencias Médicas Amala

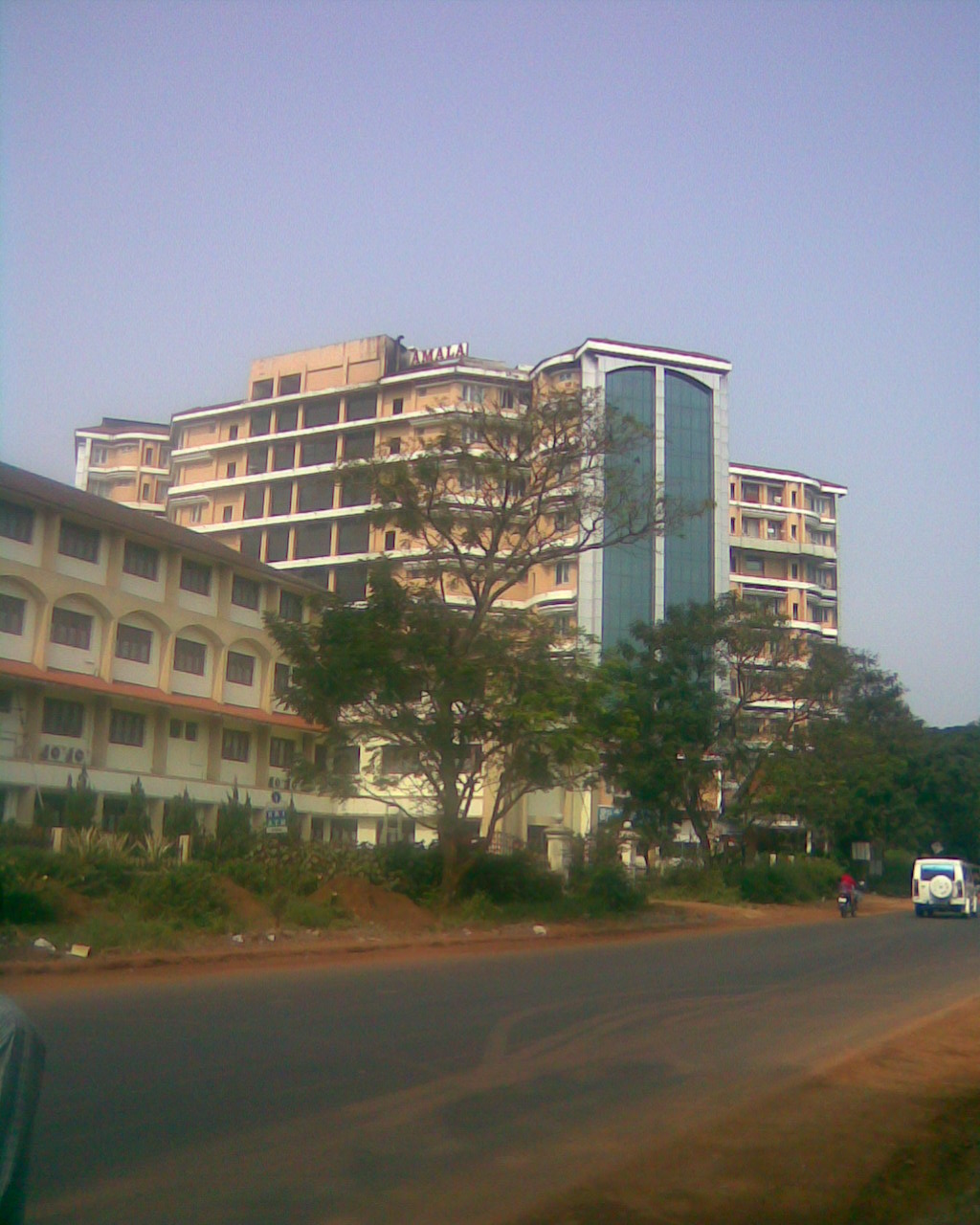
El Instituto de Ciencias Médicas Amala desde la calle principal

El hospital incluye los siguientes departamentos:
- Oncología.
- Cardiología.
- Anestesiología.
- Medicina comunitaria.
- Odontología.
- Dermatología.
- E.N.T.
- Medicina general.
- Cirugía general.
- Obstetricia y ginecología.
- Oftalmología.
- Ortopedia.
- Pediatría.
- Psiquiatría.
- Neumología.
- Radiodiagnóstico.
- Nefrología.
- Cirugía maxilofacial.
- Gastroenterología.
- Cirugía Plástica y reconstructiva.
- Medicina nuclear.
- Anatomía.
- Bioquímica.
- Fisiología.
- Medicina forense.
- Microbiología.
- Patología.
- Farmacología.